# SV 쥘터 바레험
SV 쥘터 바레험(Sportvereniging Zulte Waregem)은 벨기에 바레험의 축구 클럽이다. 이 팀은 1950년에 창단되었으며, 현재 벨기에 프로리그에서 활동하고 있다.

## 역대 성적
- 벨기에 2부 리그: 우승 1회 (2004-05)
- 벨기에 컵: 우승 1회 (2005-06)
- 벨기에 슈퍼컵: 준우승 1회 (2006)

## 선수 명단

### 현역
참고: FIFA 자격 규정에 따라 소속된 국가대표팀 국기를 표시합니다. 선수는 복수의 FIFA 비회원국 국적을 가지고 있을 수 있습니다.
| 번호 | 포지션 | 국적         | 이름                |
| ---- | ------ | ------------ | ------------------- |
| 3    | DF     |              | 안톤 탕에           |
| 10   | FW     | 코트디부아르 | 압둘라예 트라오레   |
| 11   | FW     | 키프로스     | 스타브로스 가브리엘 |
| 17   | MF     | 세네갈       | 파페 디오프         |
| 21   | MF     | 나이지리아   | 토추쿠 나디         |
| 23   | GK     |              | 엔니오 반 데르 고우 |

| 번호 | 포지션 | 국적 | 이름            |
| ---- | ------ | ---- | --------------- |
| 99   | FW     |      | 마테우스 마차도 |